# زکری تیلور
زکری تیلور (به انگلیسی: Zachary Taylor) (۲۴ نوامبر ۱۷۸۴ – ۹ ژوئیه ۱۸۵۰) دوازدهمین رئیس‌جمهور ایالات متحده آمریکا از حزب ویگ بود. زکری تیلور بین سال‌های ۱۸۴۹ تا ۱۸۵۰ میلادی ریاست جمهوری آمریکا را بر عهده داشت.

## اوایل زندگی
زکری تیلور در 24 نوامبر 1784 در مزرعه ای در شهرستان اورنج، ویرجینیا، در خانواده ای برجسته از کاشت کاران انگلیسی به دنیا آمد.محل تولد او ممکن است مزرعه جنگل خرگوش، خانه پدربزرگ مادری او ویلیام استروتر بوده باشد، اما این موضوع نامشخص است.احتمال دیگر، که توسط یک نشانگر تاریخی به رسمیت شناخته شده است، مونتبلو، یکی دیگر از املاک شهرستان اورنج است.او سومین پسر از پنج پسر بازمانده خانواده اش بود ( نفر ششم در کودکی درگذشت) و سه خواهر کوچکتر داشت.مادرش سارا دابنی (استروتر) تیلور بود.پدرش، ریچارد تیلور، به عنوان سرهنگ دوم در انقلاب آمریکا خدمت کرد.
تیلور از نوادگان الدر ویلیام بروستر، یکی از رهبران زائر مستعمره پلیموت، یک مهاجر می‌فلاور، و امضاکننده قرارداد می‌فلاور بود.پسر دایی دوم تیلور در آن خط، جیمز مدیسون، چهارمین رئیس جمهور بود.او همچنین عضوی از خانواده معروف لی از ویرجینیا بود، و یک پسر دایی سوم ژنرال رابرت ای لی که یک بار کنار گذاشته شد.

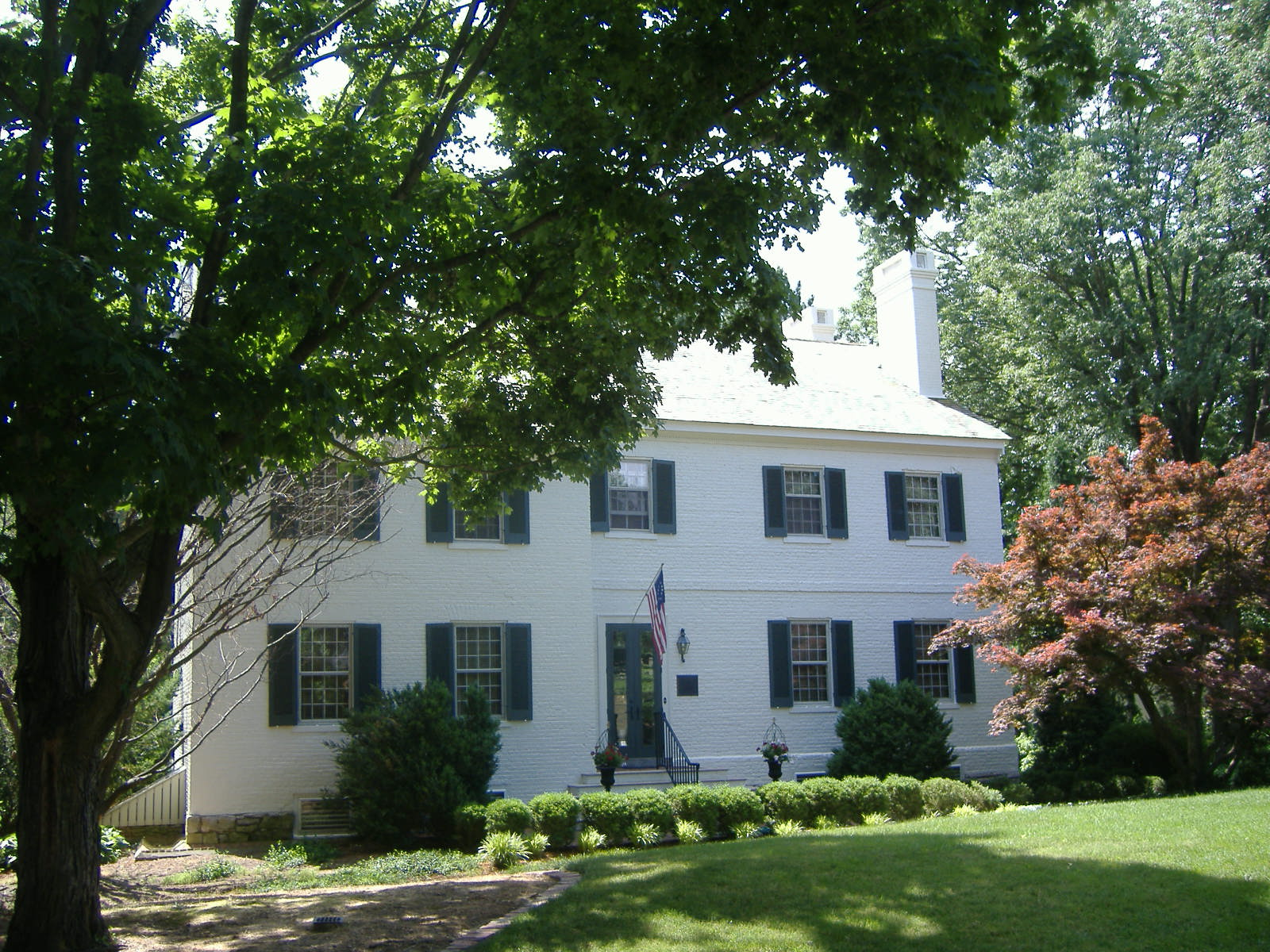
خانه دوران کودکی تیلور در لویی‌ویل، کنتاکی

خانواده او سرزمین فرسوده ویرجینیا را ترک کردند، به مهاجرت به غرب پیوستند و در آینده نزدیک در لویی‌ویل، کنتاکی، در رود اوهایو ساکن شدند.تیلور در یک کلبه جنگلی کوچک بزرگ شد تا اینکه با افزایش رفاه، خانواده اش به خانه ای آجری نقل مکان کردند.او در کودکی در میدان نبرد جنگ‌های سرخپوستان آمریکا زندگی می‌کرد و بعدها ادعا کرد که بومیان آمریکایی را دیده بود که همکلاسی‌هایش را در حالی که با هم در جاده قدم می‌زدند، ربوده و پوست سرشان را می‌کشیدند.رشد سریع لویی‌ویل برای پدر تیلور که در آغاز قرن نوزدهم 10000 جریب (40 کیلومتر مربع) در سراسر کنتاکی و همچنین 26 برده برای کشت توسعه یافته ترین بخش از دارایی های خود به دست آورده بود، موهبتی بود.تحصیلات رسمی تیلور پراکنده بود زیرا سیستم آموزشی کنتاکی در طول سال های شکل گیری او شکل می گرفت.
مادر تیلور به او خواندن و نوشتن آموخت، و او بعداً در مدرسه‌ای رفت که توسط الیشا آیر، معلمی که اصالتاً اهل کانکتیکات بود اداره می‌شد.او همچنین در آکادمی میدلتاون، کنتاکی، که توسط کین اوهارا، یک محقق آموزش دیده کلاسیک از ایرلند و پدر تئودور اوهارا اداره می‌شد، شرکت کرد.آیر تیلور را به‌عنوان فردی صبور و سریع یاد می‌کرد، اما نامه‌های اولیه او درک ضعیفی از املا و دستور زبان، و همچنین دست‌خط ضعیف را نشان می‌داد.همه با گذشت زمان بهبود یافتند، اما خواندن دستخط او دشوار بود.

## حرفه نظامی

### کمیسیون های اولیه
در 3 مه 1808، تیلور به ارتش ایالات متحده پیوست و از رئیس جمهور توماس جفرسون به عنوان ستوان یکم هنگ پیاده نظام هفتم کنتاکی، کمیسیون دریافت کرد.او یکی از افسران جدید کنگره بود که در پاسخ به ماجرای چساپیک-لئوپارد، که در آن خدمه یک کشتی جنگی نیروی دریایی پادشاهی بریتانیا سوار بر ناوچه نیروی دریایی ایالات متحده شده بودند، مأموریت یافتند، که جرقه‌ای برای جنگ برانگیخت.تیلور بیشتر سال 1809 را در اردوگاه های ویران نیواورلئان و پریش سنت برنارد در نزدیکی آن، در قلمرو اورلئان گذراند.تحت فرمان جیمز ویلکینسون، سربازان در پریش سنت برنارد به شدت از بیماری و کمبود آذوقه رنج بردند و به تیلور مرخصی طولانی داده شد و برای بهبودی به لویی‌ویل بازگشت.
تیلور در نوامبر 1810 به کاپیتان ارتقا یافت. وظایف ارتش او در این زمان محدود بود و او به امور مالی شخصی خود رسیدگی می کرد.در طی چندین سال بعد، او شروع به خرید مقدار زیادی سهام بانکی در لویی‌ویل کرد.او همچنین یک مزرعه در لویی‌ویل و همچنین مزرعه سایپرس گروو در شهرستان جفرسون، قلمرو می‌سی‌سی‌پی خرید.این خریدها شامل بردگان بود که تعداد آنها به بیش از 200 نفر افزایش یافت.
در ژوئیه 1811 او به قلمرو ایندیانا فراخوانده شد، جایی که پس از فرار فرمانده، کنترل فورت ناکس را به دست گرفت.در چند هفته، او توانست نظم را به پادگان بازگرداند، که به خاطر آن توسط فرماندار ویلیام هنری هریسون مورد تحسین قرار گرفت.تیلور به طور موقت به واشینگتن دی سی فراخوانده شد تا برای ویلکینسون به عنوان شاهد در دادگاه نظامی شهادت دهد، و بنابراین در نبرد نوامبر 1811 تیپکانو علیه نیروهای تکامسه، یک رئیس شاونی شرکت نکرد.

### جنگ 1812
در طول جنگ سال 1812، که در آن نیروهای ایالات متحده با امپراتوری بریتانیا و متحدان سرخپوست آن نبرد کردند، تیلور از فورت هریسون در قلمرو ایندیانا در برابر حمله سرخپوستان به فرماندهی تکامسه دفاع کرد.نبرد سپتامبر 1812 اولین پیروزی زمینی نیروهای آمریکایی در جنگ بود که تیلور به خاطر آن مورد تحسین گسترده قرار گرفت و همچنین به درجه سرگرد (موقت) ارتقا یافت.به گفته مورخ جان آیزنهاور، این اولین جایزه بروت در تاریخ ایالات متحده بود.بعداً در همان سال، تیلور به عنوان دستیار در دو اکسپدیشن به ژنرال ساموئل هاپکینز پیوست - یکی به قلمرو ایلینوی و دیگری به سایت نبرد تیپکانو، جایی که آنها مجبور به عقب نشینی در نبرد گربه وحشی کریک شدند.پس از کاهش خشونت، تیلور خانواده خود را به فورت ناکس نقل مکان کرد.
در بهار سال 1814، تیلور تحت فرماندهی سرتیپ بنجامین هاوارد به عملیات فراخوانده شد و پس از اینکه هاوارد بیمار شد، تیلور یک اکسپدیشن 430 نفره را از سنت لوئیس، بالای رودخانه می‌سی‌سی‌پی رهبری کرد.در نبرد جزیره کردیت، تیلور نیروهای سرخپوست را شکست داد، اما پس از پیوستن سرخپوستان توسط متحدان بریتانیایی خود، عقب نشینی کرد.در اکتبر آن سال، او بر ساخت فورت پولک در نزدیکی ورشو، ایلینوی، آخرین پایگاه ارتش ایالات متحده در بالای دره رودخانه می‌سی‌سی‌پی نظارت کرد.پس از مرگ هاوارد چند هفته بعد، به تیلور دستور داده شد که قلعه را رها کرده و به سنت لوئیس عقب نشینی کند.پس از پایان جنگ در سال 1815 به درجه کاپیتان کاهش یافت و از ارتش استعفا داد.او یک سال بعد پس از به دست آوردن یک کمیسیون به عنوان یک ارشد، دوباره وارد آن شد.

### فرماندهی فورت هاوارد
تیلور به مدت دو سال فرماندهی فورت هاوارد در گرین بی، منطقه میشیگان را بر عهده داشت، سپس به لویی‌ویل و خانواده اش بازگشت.در آوریل 1819 او به درجه سرهنگ دوم ارتقا یافت و با رئیس جمهور جیمز مونرو و ژنرال اندرو جکسون شام خورد.در اواخر سال 1820، تیلور پیاده نظام هفتم را به نکیتاش، لوئیزیانا، در کنار رود رد استوور برد.او متعاقباً فورت سلدن را در محل تلاقی رود سولفور و رود سرخ تأسیس کرد.به دستور ژنرال ادموند پی گینز، او بعداً یک پست جدید برای مرز رودخانه سابین پیدا کرد.در مارس 1822، تیلور فورت جسوپ را در سایت شیلدز اسپرینگ در جنوب غربی نکیتاش تأسیس کرد.
آن نوامبر (1822)، تیلور به بتن‌روژ در رودخانه می سی سی پی در لوئیزیانا منتقل شد، و تا فوریه 1824 در آنجا ماند.او چند سال بعد را صرف استخدام کرد. در اواخر سال 1826، او به واشنگتن دی سی فراخوانده شد تا در کمیته ارتش برای تحکیم و بهبود سازمان نظامی کار کند.در همین حال او اولین مزرعه خود را در لوئیزیانا به دست آورد و تصمیم گرفت با خانواده اش به خانه جدیدی در بتن‌روژ نقل مکان کند.

### جنگ شاهین سیاه
در ماه مه 1828، تیلور به عملیات فراخوانده شد و به مدت یک سال فرماندهی قلعه اسنلینگ در قلمرو میشیگان (مینه‌سوتا کنونی) در رودخانه می‌سی‌سی‌پی را بر عهده داشت و سپس به مدت یک سال در نزدیکی فورت کرافورد فرماندهی کرد.پس از مدتی مرخصی، که صرف توسعه زمین های خود کرد، تیلور در آوریل 1832، زمانی که جنگ شاهین سیاه در غرب آغاز می شد، به سرهنگ هنگ پیاده نظام 1 ارتقا یافت.تیلور تحت فرماندهی ژنرال هنری اتکینسون برای تعقیب و بعداً دفاع در برابر نیروهای رئیس شاهین سیاه در طول تابستان به مبارزه پرداخت.پایان جنگ در اوت 1832 نشان دهنده مقاومت نهایی سرخپوستان در برابر گسترش ایالات متحده در منطقه بود.
در این دوره، تیلور با خواستگاری دختر 17 ساله خود سارا ناکس تیلور با ستوان جفرسون دیویس، رئیس جمهور آینده ایالات موتلفه آمریکا مخالفت کرد.او به دیویس احترام می‌گذاشت، اما نمی‌خواست دخترش همسر یک نظامی شود، زیرا می‌دانست که زندگی سختی برای خانواده‌هاست.دیویس و سارا تیلور در ژوئن 1835 (زمانی که 21 سال داشت) ازدواج کردند، اما او سه ماه بعد به دلیل ابتلا به مالاریا در بازدید از خانه خواهر دیویس در سنت فرانسیسویل، لوئیزیانا درگذشت.

### دومین جنگ سمینول

جنگ فلوریدا 1837

در سال 1837، زمانی که تیلور به فلوریدا هدایت شد، دومین جنگ سمینول در جریان بود.او فورت گاردینر و فورت بیسینجر را به عنوان انبارهای تدارکات و مراکز ارتباطی در حمایت از کمپین سرلشکر توماس اس. جسوپ برای نفوذ به اعماق قلمرو سمینول با نیروهای بزرگ و به دام انداختن سمینول ها و متحدانشان ساخت تا آنها را مجبور به جنگیدن یا تسلیم کند.او در نبرد روز کریسمس در دریاچه اوکیچوبی، در میان بزرگ‌ترین نبردهای ایالات متحده و سرخپوستان در قرن نوزدهم، با سرخپوستان سمینول وارد نبرد شد.در نتیجه به درجه سرتیپی ارتقا یافت.در ماه مه 1838، جسوپ از قدرت کنار رفت و تیلور را به عنوان فرماندهی تمام نیروهای آمریکایی در فلوریدا قرار داد، سمتی که او به مدت دو سال حفظ کرد - شهرت او به عنوان یک رهبر نظامی در حال افزایش بود و او به عنوان "پیر خشن و آماده" شناخته شد.تیلور به دلیل استفاده از سگ های خونخوار به منظور ردیابی سمینول مورد انتقاد قرار گرفت.
تیلور پس از اعطای کمک های طولانی مدت به او، یک سال راحت را با خانواده خود در تور کشور و ملاقات با رهبران نظامی گذراند.در این دوره، او به سیاست علاقه مند شد و با رئیس جمهور ویلیام هنری هریسون مکاتبه کرد.او در ماه مه 1841 به فرماندهی بخش دوم لشکر غربی ارتش منصوب شد. قلمرو قابل توجهی از رودخانه می سی سی پی به سمت غرب، در جنوب مدار ۳۷ درجه شمالی.تیلور که در آرکانزاس مستقر بود، از چندین سال بی‌حادثه لذت برد، و به همان اندازه برای مسائل نظامی وقت خود را صرف رسیدگی به حدس و گمان زمین خود کرد.

### جنگ مکزیک و آمریکا
در انتظار الحاق جمهوری تگزاس، که استقلال خود را در سال 1836 ایجاد کرده بود، تیلور در آوریل 1844 به فورت جسوپ در لوئیزیانا فرستاده شد و به او دستور داده شد که در برابر تلاش های مکزیک برای بازپس گیری قلمرو محافظت کند.ژنرال های ارشد بیشتری در ارتش ممکن است این فرماندهی مهم را بر عهده گرفته باشند، مانند وینفیلد اسکات و ادموند پی گینز.اما هر دو از اعضای شناخته شده حزب ویگ بودند و شهرت غیرسیاسی و روابط دوستانه تیلور با اندرو جکسون باعث شد تا او به عنوان رئیس جمهور جیمز ناکس پولک انتخاب شود.پولک به او دستور داد تا در قلمرو مورد مناقشه در تگزاس، "روی یا نزدیک ریو گرانده" در نزدیکی مکزیک مستقر شود.تیلور نقطه ای را در کورپس کریستی انتخاب کرد و ارتش اشغالگر او تا بهار بعد در انتظار حمله مکزیکی در آنجا بودند.

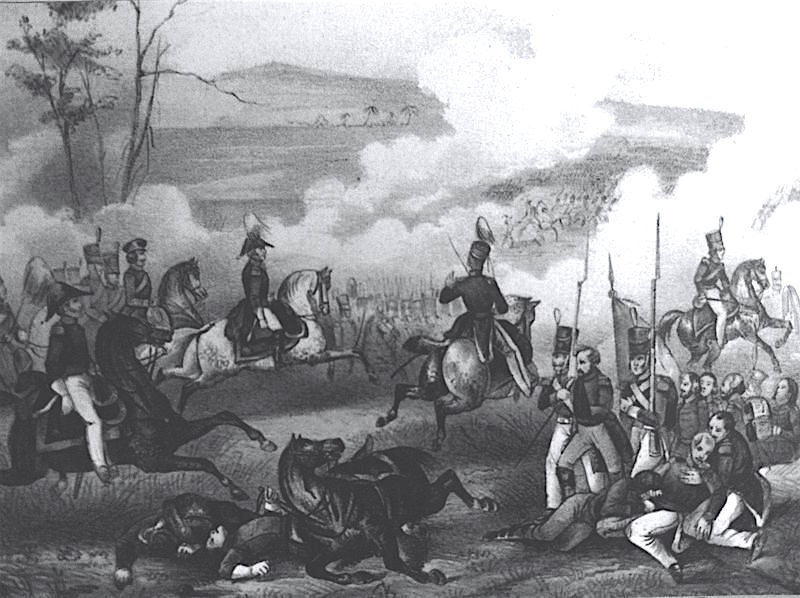
ژنرال زکری تیلور سوار بر اسب خود در نبرد پالو آلتو، 8 می 1846

هنگامی که تلاش های پولک برای مذاکره با مکزیک شکست خورد، مردان تیلور در مارس 1846 به سمت ریو گرانده پیشروی کردند و جنگ قریب الوقوع ظاهر شد.خشونت چند هفته بعد، زمانی که نیروهای مکزیکی به برخی از افراد کاپیتان ست ب. تورنتون در شمال رودخانه حمله کردند، آغاز شد.پولک با اطلاع از ماجرای تورنتون، در ماه مه به کنگره گفت که جنگ بین مکزیک و ایالات متحده آغاز شده است.
در همان ماه، تیلور فرماندهی نیروهای آمریکایی در نبرد پالو آلتو و نبرد نزدیک رساکا د لا پالما را بر عهده داشت.اگرچه تعداد زیادی از او بیشتر بود، اما "ارتش شمال" مکزیکی به فرماندهی ژنرال ماریانو آریستا را شکست داد و نیروها را مجبور به بازگشت از ریو گرانده کرد.تیلور بعداً به خاطر رفتار انسانی‌اش با سربازان مجروح مکزیکی قبل از مبادله اسیران با آریستا مورد ستایش قرار گرفت و به آنها همان مراقبتی را که به مجروحان آمریکایی می‌داد، ارائه کرد.او پس از رسیدگی به مجروحان، آخرین مراسم را برای کشته شدگان سربازان آمریکایی و مکزیکی کشته شده در جریان نبرد انجام داد.
این پیروزی‌ها او را به یک قهرمان محبوب تبدیل کرد و در ماه مه 1846 تیلور ارتقای سرلشکری و تجلیل رسمی از کنگره دریافت کرد.در ماه ژوئن به درجه سرلشکری کامل رسید.مطبوعات ملی او را با جرج واشنگتن و اندرو جکسون مقایسه کردند، هر دو ژنرال هایی که به ریاست جمهوری رسیده بودند، اما تیلور هرگونه علاقه به نامزدی را رد کرد.او در نامه‌ای می‌گوید: «چنین اندیشه‌ای هرگز به ذهن من خطور نکرده است، و احتمالاً به سر هیچ عاقلی هم نمی‌رسد».
پس از عبور از ریو گرانده، در ماه سپتامبر، تیلور در نبرد مونتری تلفات سنگینی بر مکزیکی ها وارد کرد و آن شهر را با وجود شهرت تسخیرناپذیرش در سه روز تصرف کرد.تیلور به دلیل امضای یک آتش بس "لیبرال" به جای فشار برای تسلیم در مقیاس بزرگ مورد انتقاد قرار گرفت.پولک امیدوار بود که اشغال شمال مکزیک مکزیکی‌ها را وادار کند که آلتا کالیفرنیا و نیومکزیکو را بفروشند، اما مکزیکی‌ها تمایلی به جدایی از این تعداد قلمرو نداشتند.پولک ارتشی به فرماندهی وینفیلد اسکات فرستاد تا وراکروز، شهر بندری مهم مکزیک را محاصره کند، در حالی که به تیلور دستور داده شد در نزدیکی مونتری بماند.بسیاری از سربازان باتجربه تیلور تحت فرمان اسکات قرار گرفتند و نیروی کوچکتر و کم اثرتر تیلور باقی ماند.ژنرال مکزیکی آنتونیو لوپز دو سانتا آنا نامه ای از اسکات در مورد نیروی کوچکتر تیلور را رهگیری کرد و او به سمت شمال حرکت کرد تا قبل از رویارویی با ارتش اسکات نیروهای تیلور را نابود کند.
تیلور با یادگیری رویکرد سانتا آنا، و امتناع از عقب نشینی با وجود تعداد بیشتر ارتش مکزیک، یک موقعیت دفاعی قوی در نزدیکی شهر سالتییو ایجاد کرد.سانتا آنا با 20,000 مرد در نبرد بوئنا ویستا در فوریه 1847 به تیلور حمله کرد و حدود 700 آمریکایی کشته یا زخمی شدند که هزینه آن بیش از 1500 تلفات مکزیکی بود.آمریکا پیروز شد.
تیلور به پاس پیروزی خود در بوئنا ویستا، در 4 ژوئیه 1847 به عضویت افتخاری انجمن نیویورک سینسیناتی انتخاب شد که شعبه ویرجینیا شامل پدرش به عنوان عضو منشور بود.تیلور همچنین عضو باشگاه آزتک 1847، انجمن نظامی جنگ مکزیک شد.او سه مدال طلای کنگره را برای خدماتش در جنگ مکزیک و آمریکا دریافت کرد و تنها فردی است که سه بار این مدال را دریافت کرده است.

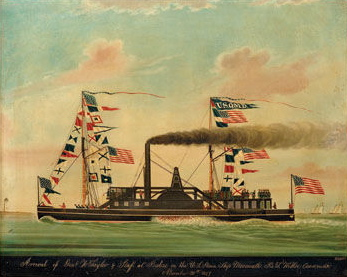
کشتی بخار ایالات متحده مونموث ژنرال آمریکایی زکری تیلور را از پیروزی در جنگ با مکزیک در بالیزه، لوئیزیانا، نوامبر 1847 بازگرداند.

تیلور تا اواخر نوامبر 1847 در مونتری ماند، زمانی که به سمت خانه حرکت کرد.در حالی که او سال بعد را در فرماندهی کل بخش غربی ارتش گذراند، دوران نظامی فعال او عملاً به پایان رسیده بود.در دسامبر، او در نیواورلئان و بتن‌روژ مورد استقبال قهرمان قرار گرفت و زمینه را برای انتخابات ریاست جمهوری 1848 فراهم کرد.
یولیسیز سایمن گرانت در این جنگ زیر نظر تیلور خدمت کرد و در مورد سبک رهبری او گفت: "یک ارتش بهتر، مرد برای انسان، احتمالاً هرگز با دشمنی روبرو نشد که ژنرال تیلور در دو درگیری اولیه جنگ مکزیک فرماندهی کرد."
<<ژنرال تیلور افسری نبود که دولت را با خواسته‌هایش مشکل کند، اما مایل بود با امکاناتی که در اختیارش قرار می‌گرفت بهترین کار را انجام دهد.او احساس مسئولیت می کرد که بیشتر از این نمی رود.اگر فکر می کرد با وسایلی که در اختیارش گذاشته بود برای انجام غیرممکن فرستاده شده است، احتمالاً نظر خود را به اطلاع مقامات می رساند و آنها را وادار می کرد که مشخص کنند چه باید کرد.اگر قضاوت بر ضد او بود، او به بهترین شکل ممکن با وسایلی که در دست داشت، بدون اینکه شکایت خود را در برابر عموم نشان دهد، انجام می داد.هیچ سربازی به اندازه او نمی توانست با خطر یا مسئولیت روبرو شود.اینها ویژگی هایی هستند که کمتر از نبوغ یا شجاعت فیزیکی یافت می شوند.ژنرال تیلور هرگز نمایش یا رژه بزرگی را انجام نداد، چه با لباس یا همراه.در لباس پوشیدن او احتمالاً خیلی ساده بود، به ندرت چیزی در میدان می پوشید که نشان دهنده درجه او باشد، یا حتی اینکه او یک افسر است.اما او برای همه سربازان ارتش خود شناخته شده بود و مورد احترام همه بود.>>

## انتخابات 1848

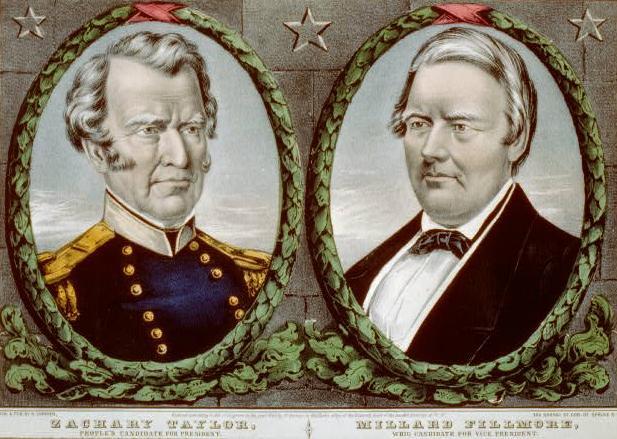
پوستر کمپین تیلور/فیلمور 1848

تیلور در مقام یک افسر شغلی، هرگز قبل از سال 1848 عقاید سیاسی خود را به طور علنی فاش نکرده بود و قبل از آن زمان رای نداده بود.او غیرسیاسی بود و نسبت به اکثر سیاستمداران نظر منفی داشت.او خود را فردی مستقل و معتقد به یک سیستم بانکی قوی و سالم برای کشور می‌پنداشت و فکر می‌کرد که رئیس جمهور اندرو جکسون نباید اجازه می‌داد که بانک دوم ایالات متحده در سال 1836 سقوط کند.او معتقد بود که گسترش برده داری به غرب ایالات متحده غیرعملی است، زیرا نه پنبه و نه شکر (هر دو در مقادیر زیادی در نتیجه برده داری تولید می شوند) نمی توانند به راحتی در آنجا از طریق اقتصاد مزرعه کشت شوند.او همچنین یک ملی‌گرای قاطع آمریکایی بود و با توجه به تجربه‌اش از دیدن کشته شدن افراد زیادی در نتیجه جنگ، بر این باور بود که جدایی راه بدی برای حل مشکلات ملی است.
خیلی قبل از پیروزی آمریکا در بوئنا ویستا، باشگاه های سیاسی تشکیل شدند که از تیلور برای ریاست جمهوری حمایت کردند.حمایت او از طیف گسترده ای از گروه های سیاسی، از جمله ویگ ها و دموکرات ها، شمالی ها و جنوبی ها، متحدان و مخالفان رهبران ملی مانند پولک و هنری کلی، جلب شد.در اواخر سال 1846، مخالفت تیلور با نامزدی ریاست جمهوری تضعیف شد و مشخص شد که اصول او شبیه به ارتدوکس ویگ است.تیلور هم پولک و هم سیاست‌های او را تحقیر می‌کرد، در حالی که ویگ‌ها پس از موفقیت نامزد برنده قبلی آن، ویلیام هنری هریسون، در سال 1840، در نظر داشتند که قهرمان جنگ دیگری را برای ریاست جمهوری معرفی کنند.
با افزایش حمایت از نامزدی تیلور، او همچنان از هر دو حزب فاصله گرفت، اما روشن کرد که اگر رای می‌داد، در سال 1844 به ویگ هنری کلی رای می‌داد.تیلور در نامه‌ای که در سپتامبر 1847 منتشر شد، مواضع خود را در مورد چندین موضوع بیان کرد.او طرفدار اجاره یک بانک ملی دیگر نبود، طرفدار تعرفه پایین بود و معتقد بود که رئیس جمهور نباید در وضع قوانین نقشی ایفا کند.تیلور معتقد بود که رئیس جمهور می تواند قوانین را وتو کند، اما تنها زمانی که آنها آشکارا خلاف قانون اساسی باشند.
بسیاری از جنوبی‌ها بر این باور بودند که تیلور از برده‌داری و گسترش آن به قلمرو جدید جذب شده از مکزیک حمایت می‌کند، و عده‌ای خشمگین شدند که تیلور پیشنهاد کرد که در صورت انتخاب رئیس‌جمهور، وی پیشنهاد ویلموت را که علیه چنین گسترشی پیشنهاد می‌کرد، وتو نخواهد کرد.این موضع حمایت او را از سوی عناصر فعال ضد برده داری در شمال ایالات متحده افزایش نداد، زیرا آنها می خواستند تیلور به شدت در حمایت از شرط صحبت کند، نه اینکه به سادگی آن را وتو کند.بسیاری از طرفداران الغا از تیلور حمایت نکردند، زیرا او برده‌دار بود.

نتایج رای گیری انتخابات 1848

در فوریه 1848، تیلور بار دیگر اعلام کرد که نامزدی هیچ یک از طرفین برای ریاست جمهوری را نخواهد پذیرفت.عدم تمایل او به معرفی خود به عنوان ویگ تقریباً به قیمت نامزدی ریاست جمهوری حزب تمام شد، اما سناتور جان جی. کریتندن از کنتاکی و سایر حامیان در نهایت تیلور را متقاعد کردند که خود را ویگ معرفی کند.اگرچه کلی پیروان زیادی در میان ویگ‌ها داشت، رهبران ویگ مانند ویلیام اچ. سیوارد و آبراهام لینکلن مشتاق بودند از قهرمان جنگی حمایت کنند که بتواند موفقیت تنها نامزد ریاست جمهوری موفق دیگر حزب، ویلیام هنری هریسون را تکرار کند.
در کنوانسیون ملی ویگ در سال 1848، تیلور برای نامزدی ریاست جمهوری کلی و وینفیلد اسکات را شکست داد.کنوانسیون برای نامزد معاونت ریاست جمهوری، میلارد فیلمور، ویگ برجسته نیویورکی را که ریاست کمیته راه و روش مجلس نمایندگان را بر عهده داشت و یکی از رقبای نامزد معاونت ریاست جمهوری در انتخابات 1844 بود، انتخاب کرد.انتخاب فیلمور عمدتاً تلاشی برای آشتی با ویگ‌های شمالی بود که از نامزدی یک برده‌دار جنوبی خشمگین بودند.هیچ جناحی از حزب به بلیط نهایی راضی نبود.در ابتدا مشخص نبود که آیا تیلور این نامزدی را خواهد پذیرفت، زیرا او به نامه‌هایی که نتیجه کنوانسیون را به او اطلاع می‌داد پاسخ نداد، زیرا او به اداره پست محلی خود دستور داده بود که نامه‌های او را برای اجتناب از هزینه پست تحویل ندهد.تیلور همچنان نقش خود را در کمپین به حداقل رساند و ترجیح داد مستقیماً با رأی دهندگان ملاقات نکند یا در مورد دیدگاه های سیاسی خود مکاتبه کند.او کمپین فعال کمی انجام داد و ممکن است رأی نیاورد.کمپین او به طرز ماهرانه ای توسط کریتندن هدایت شد و با تایید دیرهنگام سناتور دنیل وبستر از ماساچوست تقویت شد.
دموکرات‌ها حتی کمتر از ویگ‌ها متحد بودند، زیرا مارتین ون بیورن، رئیس‌جمهور سابق دموکرات، از حزب جدا شد و حزب ضد برده‌داری خاک آزاد را رهبری کرد.ون بورن حمایت بسیاری از دموکرات‌ها و ویگ‌ها را که مخالف گسترش برده‌داری در قلمروها بودند، به دست آورد، اما او آرای بیشتری را از نامزد دموکرات لوئیس کاس در ایالت حیاتی نیویورک گرفت.
در سطح ملی، تیلور کاس و ون بیورن را شکست داد و 163 رای از 290 رای الکترال را به دست آورد.در آرای عمومی، او 47.3 درصد را به خود اختصاص داد، کاس 42.5 درصد و ون بورن 10.1 درصد.تیلور آخرین ویگ بود که به عنوان رئیس جمهور انتخاب شد و آخرین فردی بود که نه از حزب دموکرات و نه از حزب جمهوری خواه به ریاست جمهوری برگزیده شد، و همچنین آخرین فردی بود که تا زمان انتخاب وودرو ویلسون در سال 1912 در انتخابات ریاست جمهوری پیروز شد.
همانطور که مورخ مایکل اف. هولت توضیح می دهد، تیلور سکوی ویگ را نادیده گرفت:
<<تیلور به همان اندازه نسبت به برنامه‌هایی که ویگ برای مدت‌ها حیاتی می‌دانست بی‌تفاوت بود.علناً، او هنرمندانه مبهم بود و از پاسخ دادن به سؤالات در مورد دیدگاه های خود در مورد بانکداری، تعرفه ها و بهبودهای داخلی خودداری می کرد.در خصوصی، او صریح تر بود. ایده بانک ملی "مرده است و در زمان من احیا نخواهد شد."در آینده تعرفه "فقط برای درآمد افزایش خواهد یافت"؛به عبارت دیگر، امیدهای ویگ برای بازگرداندن تعرفه حفاظتی 1842 بیهوده بود.دیگر هرگز بودجه فدرال مازاد از فروش زمین های عمومی برای توزیع به ایالت ها وجود نخواهد داشت و بهبودهای داخلی "علیرغم وتوهای ریاست جمهوری ادامه خواهد داشت."در چند کلمه، یعنی تیلور یک سنگ نوشته برای کل برنامه اقتصادی ویگ تلفظ کرد.>>

## ریاست جمهوری (1849–1850)

### انتقال
به عنوان رئیس جمهور منتخب، تیلور فاصله خود را با واشینگتن حفظ کرد و تا اواخر ژانویه 1849 از فرماندهی بخش غربی خود استعفا نداد.او در مورد تصمیماتش عمدی و ساکت بود که باعث ناامیدی هموطنان ویگ شد.در حالی که او حمایت و بازی‌های سیاسی را تحقیر می‌کرد، انبوهی از پیشرفت‌های جویندگان مناصب را که به دنبال ایفای نقش در دولت او بودند، تحمل کرد.
در حالی که او هیچ دموکراتی را منصوب نمی کرد، تیلور می خواست که کابینه اش منعکس کننده منافع مختلف کشور باشد و بنابراین کرسی ها را از نظر جغرافیایی تقسیم کرد.او همچنین از انتخاب ویگ‌های برجسته اجتناب کرد و از انتخاب‌های آشکاری مانند کلی کنار زد.او کریتندن را به عنوان سنگ بنای دولت خود می دید و به او کرسی حیاتی وزیر امور خارجه را پیشنهاد می کرد، اما کریتندن اصرار داشت که به فرمانداری کنتاکی که به تازگی برای آن انتخاب شده بود، خدمت کند.تیلور با سناتور جان ام. کلیتون از دلاور، یکی از همکاران نزدیک کریتندن، موافقت کرد.
با کمک کلیتون، تیلور شش عضو باقی مانده از کابینه خود را انتخاب کرد.یکی از اولین اقدامات کنگره آینده ایجاد وزارت کشور خواهد بود، بنابراین تیلور منشی افتتاحیه آن وزارت را منصوب خواهد کرد.توماس اوینگ، که پیش از این به عنوان سناتور از اوهایو و به عنوان وزیر خزانه داری تحت رهبری ویلیام هنری هریسون خدمت کرده بود، پست وزیر کشور را پذیرفت.تیلور برای پست رئیس کل پست، که مرکز حمایت نیز بود، نماینده کنگره، جیکوب کولمار از ورمانت را انتخاب کرد.
پس از اینکه هوراس بینی از انتصاب به عنوان وزیر خزانه داری امتناع کرد، تیلور یکی دیگر از برجسته ترین فیلادلفیایی ها، ویلیام ام. مردیت را انتخاب کرد.جورج دبلیو کرافورد، فرماندار سابق جورجیا، سمت وزیر جنگ را پذیرفت، در حالی که نماینده کنگره، ویلیام بی پرستون از ویرجینیا، وزیر نیروی دریایی شد.سناتور روردی جانسون از مریلند انتصاب به عنوان دادستان کل را پذیرفت و به یکی از تأثیرگذارترین اعضای کابینه تیلور تبدیل شد.فیلمور طرفدار تیلور نبود و تا حد زیادی در طول دوران ریاست جمهوری تیلور کنار گذاشته شد.
تیلور سفر خود را به واشینگتن در اواخر ژانویه آغاز کرد، سفری مملو از آب و هوای بد، تاخیرها، جراحات، بیماری و ربوده شدن توسط یک دوست خانوادگی.تیلور سرانجام در 24 فوریه وارد پایتخت کشور شد و به زودی با رئیس جمهور مستعفی پولک ملاقات کرد.پولک نظر کمی نسبت به تیلور داشت و به طور خصوصی او را "بدون اطلاعات سیاسی" و "کاملاً فاقد صلاحیت برای پست ریاست جمهوری" می دانست.تیلور هفته بعد را با نخبگان سیاسی ملاقات کرد که برخی از آنها تحت تأثیر ظاهر و رفتار او قرار نگرفتند.کمتر از دو هفته تا مراسم تحلیف او باقی مانده بود، او با کلیتون ملاقات کرد و با عجله کابینه خود را نهایی کرد.

### تحلیف
دوره ریاست‌جمهوری تیلور در روز یکشنبه 4 مارس آغاز شد، اما مراسم تحلیف او به دلیل نگرانی‌های مذهبی تا روز بعد برگزار نشد.سخنرانی او همچنین بر اهمیت پیروی از پیشینه رئیس جمهور واشنگتن در اجتناب از ائتلاف های درهم تنیده تأکید کرد.
در طول دوره پس از تحلیف، تیلور زمانی را برای ملاقات با بسیاری از جویندگان دفتر و سایر شهروندان عادی که خواهان توجه او بودند، اختصاص داد.او همچنین در تعداد زیادی مراسم تشییع جنازه از جمله خدمات پولک و دالی مدیسون شرکت کرد.به گفته آیزنهاور، تیلور عبارت «بانوی اول» را در مداحی خود برای مدیسون ابداع کرد.در تابستان 1849، تیلور به شمال شرقی ایالات متحده سفر کرد تا با منطقه ای که کمتر دیده بود آشنا شود.او بخش اعظم سفر را درگیر بیماری های گوارشی گذراند و تا سپتامبر به واشینگتن بازگشت.

### بحران مقطعی
با روی کار آمدن تیلور، کنگره با مجموعه ای از سوالات مربوط به واگذاری مکزیک مواجه شد که پس از جنگ مکزیک توسط ایالات متحده به دست آمد و به مناطق نظامی تقسیم شد.مشخص نبود که کدام ناحیه به ایالت ها تبدیل می شود و کدام منطقه به قلمرو فدرال تبدیل می شود، در حالی که مسئله برده داری آنها کنگره را به شدت تهدید می کرد.جنوبی ها با پذیرش منطقه کالیفرنیا، قلمرو نیومکزیکو و قلمرو یوتا در اتحادیه به عنوان ایالت های آزاد با وجود رشد جمعیتی و اقتصادی کالیفرنیا مخالفت کردند.علاوه بر این، پس از اینکه پریگ علیه پنسیلوانیا به برده داران اجازه داد تا برده های فراری را در ایالت های آزاد دستگیر کنند، جنوبی ها به طور فزاینده ای نسبت به کمک هایی که شمالی ها به بردگان فراری داده بودند، خشمگین شده بودند و مقامات شمالی اغلب از اجرای قانون برده های فراری در سال 1793 خودداری می کردند.در همان زمان، شمالی‌ها خواستار لغو تجارت برده‌های داخلی در واشینگتن دی سی شدند. در نهایت، تگزاس مدعی بخش‌هایی از شرق نیومکزیکو شد و تهدید کرد که شبه‌نظامیان ایالتی خود را برای اجرای نظامی ادعاهای ارضی خود اعزام خواهد کرد.

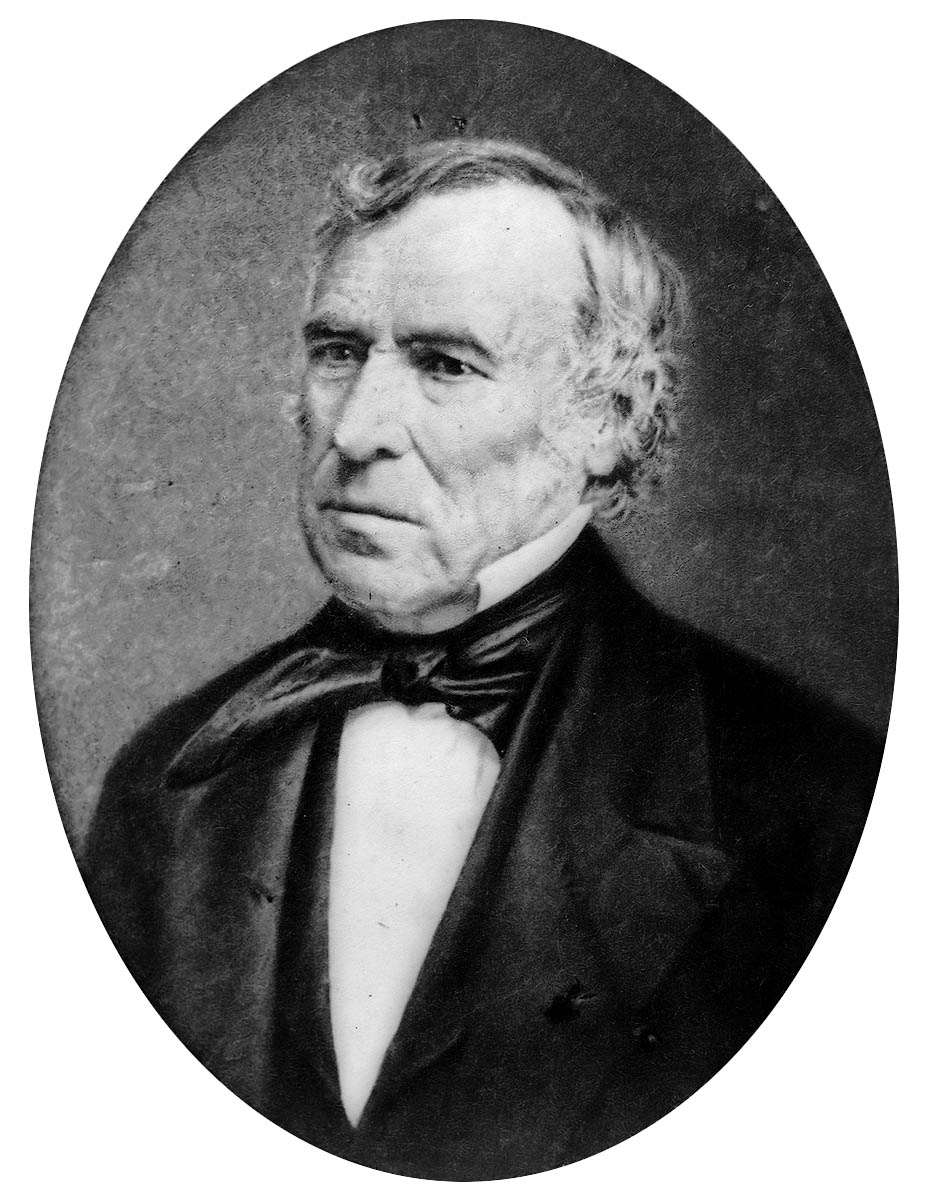
داگرئوتایپ تیلور اثر متیو بریدی، 1849

تیلور در حالی که خود یک برده‌دار جنوبی بود، معتقد بود که برده‌داری از نظر اقتصادی در واگذاری مکزیک غیرممکن است، و بنابراین با برده‌داری در آن سرزمین‌ها به‌عنوان منبع بی‌ضروری برای بحث مخالفت می‌کرد.هدف اصلی او صلح مقطعی، حفظ اتحادیه از طریق سازش قانونی بود.با افزایش خطر جدایی جنوب، او به طور فزاینده ای در کنار شمالی های ضد برده داری مانند سناتور ویلیام اچ سیوارد از نیویورک قرار گرفت، حتی پیشنهاد کرد که در صورت رسیدن چنین لایحه ای به میز کارش، شرط ویلموت را برای ممنوعیت برده داری در مناطق فدرال امضا خواهد کرد.
از نظر تیلور، بهترین راه رو به جلو پذیرش کالیفرنیا به عنوان یک ایالت و نه یک قلمرو فدرال بود، زیرا این امر مسئله برده داری را از دست کنگره خارج می کرد.زمان ایالتی شدن به نفع تیلور بود، زیرا در زمان تحلیف او، تب طلا در کالیفرنیا به خوبی در جریان بود و جمعیت کالیفرنیا در حال انفجار بود.دولت، نماینده توماس باتلر کینگ را به کالیفرنیا اعزام کرد تا آب را آزمایش کند و از ایالت حمایت کند، زیرا می دانست که کالیفرنیایی ها مطمئناً قانون اساسی ضد برده داری را تصویب می کنند.کینگ دریافت که یک کنوانسیون قانون اساسی در حال حاضر در جریان است، و تا اکتبر 1849، کنوانسیون به اتفاق آرا با پیوستن به اتحادیه موافقت کرد - و برده داری را در داخل مرزهای خود ممنوع کرد.

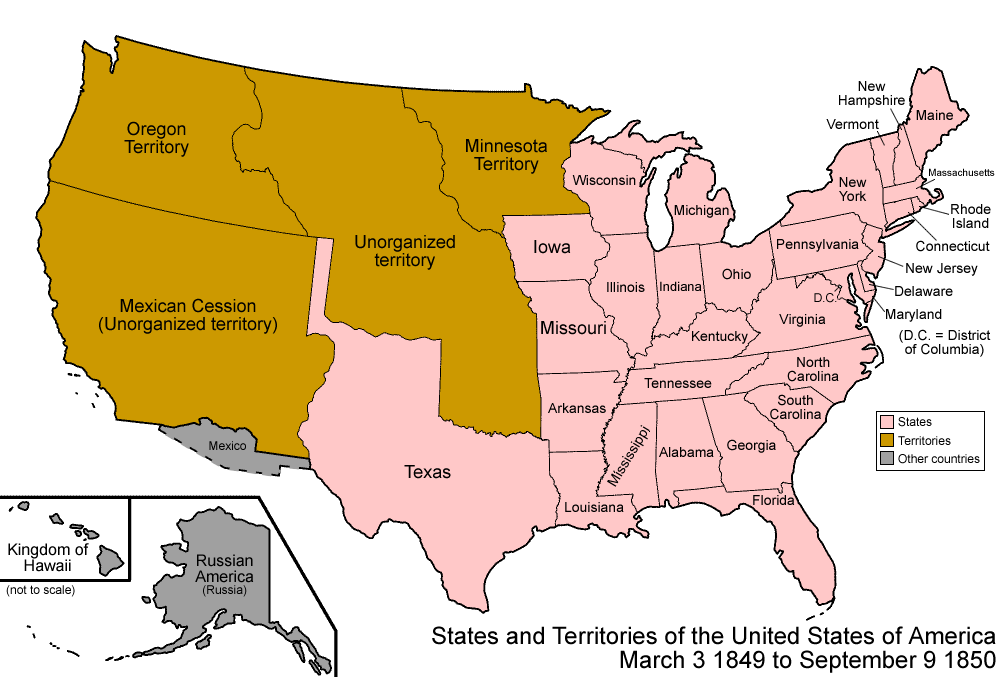
ایالات متحده (مرز تگزاس ناآرام، کالیفرنیا در 1850 پذیرفته شد) و مناطق در دوران ریاست جمهوری تیلور

مسئله مرز نیومکزیکو-تگزاس در زمان تحلیف تیلور حل نشده بود.قلمروی که به تازگی از مکزیک به دست آمده بود، تحت صلاحیت فدرال بود، اما تگزاسی‌ها مدعی یک بخش از زمین در شمال سانتافه بودند و مصمم بودند آن را در داخل مرزهای خود بگنجانند، علیرغم اینکه حضور چشمگیری در آنجا نداشتند.تیلور با ادعای نیومکزیکی ها طرف شد و در ابتدا برای حفظ آن به عنوان یک قلمرو فدرال تلاش کرد، اما در نهایت از ایالت حمایت کرد تا بحث برده داری در کنگره را کاهش دهد.دولت تگزاس، تحت حاکمیت فرماندار جدید پی. هانسبورو بل، تلاش کرد تا اقدامات نظامی را برای دفاع از قلمرو علیه دولت فدرال افزایش دهد، اما ناموفق بود.
ساکنان سنت روز آخر (مورمون) در یوتای امروزی، ایالت موقت دزرت را ایجاد کرده بودند، محدوده وسیعی از قلمرو که امید چندانی به شناسایی توسط کنگره نداشت.دولت تیلور ترکیب قلمروهای کالیفرنیا و یوتا را در نظر گرفت اما در عوض سازماندهی قلمرو یوتا را انتخاب کرد.برای کاهش نگرانی مورمون ها در مورد آزادی مذهبی، تیلور قول داد که با وجود اینکه یک قلمرو فدرال هستند، از کنگره استقلال نسبی خواهند داشت.
تیلور تنها گزارش وضعیت اتحادیه خود را در دسامبر 1849 به کنگره ارسال کرد. او رویدادهای بین‌المللی را مرور کرد و تغییرات متعددی را برای سیاست تعرفه‌ها و سازمان اجرایی پیشنهاد کرد، اما بحران بخشی که کنگره با آن مواجه بود بر چنین موضوعاتی سایه انداخت.او در مورد درخواست‌های کالیفرنیا و نیومکزیکو برای ایالتی شدن گزارش داد و توصیه کرد که کنگره آنها را به صورت مکتوب تأیید کند و «باید از معرفی آن موضوعات هیجان‌انگیز با شخصیت مقطعی خودداری کند».این گزارش سیاستی غیرعادی و غیر عاطفی بود، اما با محکومیت شدید جدایی طلبان به پایان رسید.این امر بر قانونگذاران جنوبی که پذیرش دو ایالت آزاد را یک تهدید وجودی می‌دانستند، تأثیری نداشت و کنگره در بن بست باقی ماند.

### امور خارجه

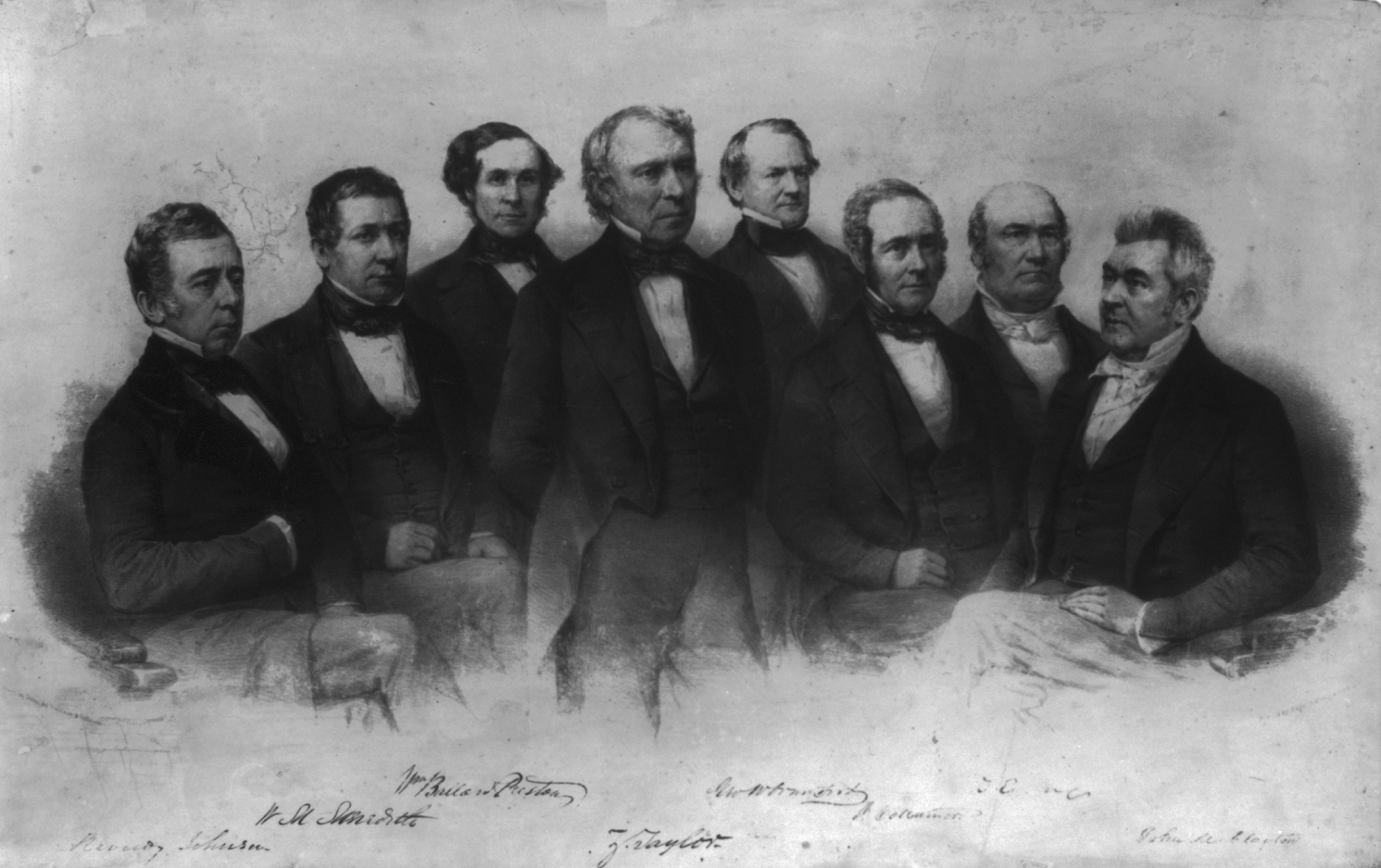
رئیس جمهور زکری تیلور در مقابل کابینه خود ایستاده و از سمت چپ نشسته است: روردی جانسون، دادستان کل. ویلیام مردیت، وزیر خزانه داری; ویلیام بی پرستون، وزیر نیروی دریایی؛ جرج دبلیو کرافورد، وزیر جنگ؛ جیکوب کولمار، مدیر کل پست؛ توماس اوینگ، وزیر کشور؛ و جان ام. کلیتون، وزیر امور خارجه.لیتوگرافی اثر فرانسیس داوینیون، منتشر شده توسط متیو بریدی، 1849.

تیلور و وزیر امور خارجه‌اش، جان ام. کلیتون، هر دو فاقد تجربه دیپلماتیک بودند و در زمانی نسبتاً بدون حادثه در سیاست بین‌الملل آمریکا به قدرت رسیدند.ناسیونالیسم مشترک آنها به تیلور اجازه داد تا مسائل سیاست خارجی را با حداقل نظارت به کلیتون واگذار کند، اگرچه هیچ سیاست خارجی تعیین کننده ای تحت مدیریت آنها ایجاد نشد.به عنوان مخالفان نظم استبدادی اروپا، آنها صریحاً از لیبرال های آلمانی و مجارستانی در انقلاب های 1848 حمایت کردند، اگرچه آنها هیچ کمکی در راه ارائه نکردند.
توهین گیوم تل پوسین، وزیر فرانسه، تقریباً منجر به قطع روابط دیپلماتیک شد تا اینکه پوسین جایگزین شد و اختلافات جبران خسارت با پرتغال منجر به سخنان تند دولت تیلور شد.در تلاشی مثبت تر، دولت ترتیبی داد تا دو کشتی به جستجوی بریتانیا برای یافتن تیمی از کاشفان بریتانیایی به رهبری جان فرانکلین که در قطب شمال گم شده بودند کمک کنند.در حالی که دولت های قبلی ویگ بر تجارت اقیانوس آرام به عنوان یک ضرورت اقتصادی تاکید کرده بودند، دولت تیلور هیچ ابتکار عمده ای در خاور دور انجام نداد.
در طول سال‌های 1849 و 1850، آن‌ها با نارسیسو لوپز، رادیکال ونزوئلایی که در تلاش برای فتح کاپیتانی ژنرال اسپانیایی کوبا، اکسپدیشن‌های مکرر فیلیباستر را رهبری می‌کرد، مبارزه کردند.الحاق کوبا موضوع شیفتگی بسیاری در جنوب بود، که در کوبا یک دولت برده جدید بالقوه می دیدند، و لوپز چندین حامی برجسته جنوبی داشت.لوپز پیشنهادهای سخاوتمندانه ای به رهبران نیروهای مسلح ایالات متحده داد تا از او حمایت کنند، اما تیلور و کلیتون این شرکت را غیرقانونی می دانستند.آنها محاصره کردند و بعداً مجوز دستگیری دسته جمعی لوپز و یارانش را صادر کردند، اگرچه این گروه در نهایت تبرئه شدند.آنها همچنین با اسپانیا که چندین آمریکایی را به اتهام دزدی دریایی دستگیر کرده بود، مقابله کردند، اما اسپانیایی ها در نهایت آنها را تسلیم کردند تا روابط خوبی با ایالات متحده برقرار کنند.
مسلماً دستاورد قطعی دولت تیلور در سیاست خارجی، معاهده کلیتون-بولور در سال 1850 بود که در مورد یک کانال بین اقیانوسی پیشنهادی از طریق آمریکای مرکزی بود.در حالی که ایالات متحده و بریتانیا روابط دوستانه ای داشتند و ساخت چنین کانالی ده ها سال از واقعیت فاصله داشت، این احتمال صرف دو کشور را در موقعیت ناآرامی قرار داد.برای چندین سال، بریتانیا نقاط استراتژیک، به ویژه ساحل پشه ها در سواحل شرقی نیکاراگوئه کنونی را تصرف کرده بود.مذاکراتی با بریتانیا انجام شد که منجر به امضای معاهده کلیتون-بولور شد.هر دو کشور توافق کردند که ادعای کنترل هیچ کانالی را که ممکن است در نیکاراگوئه ساخته شود، نکنند.این معاهده توسعه یک اتحاد انگلیسی-آمریکایی را ترویج کرد.تکمیل آن آخرین اقدام تیلور به عنوان رئیس جمهور بود.

### تلاش های سازش و روزهای پایانی

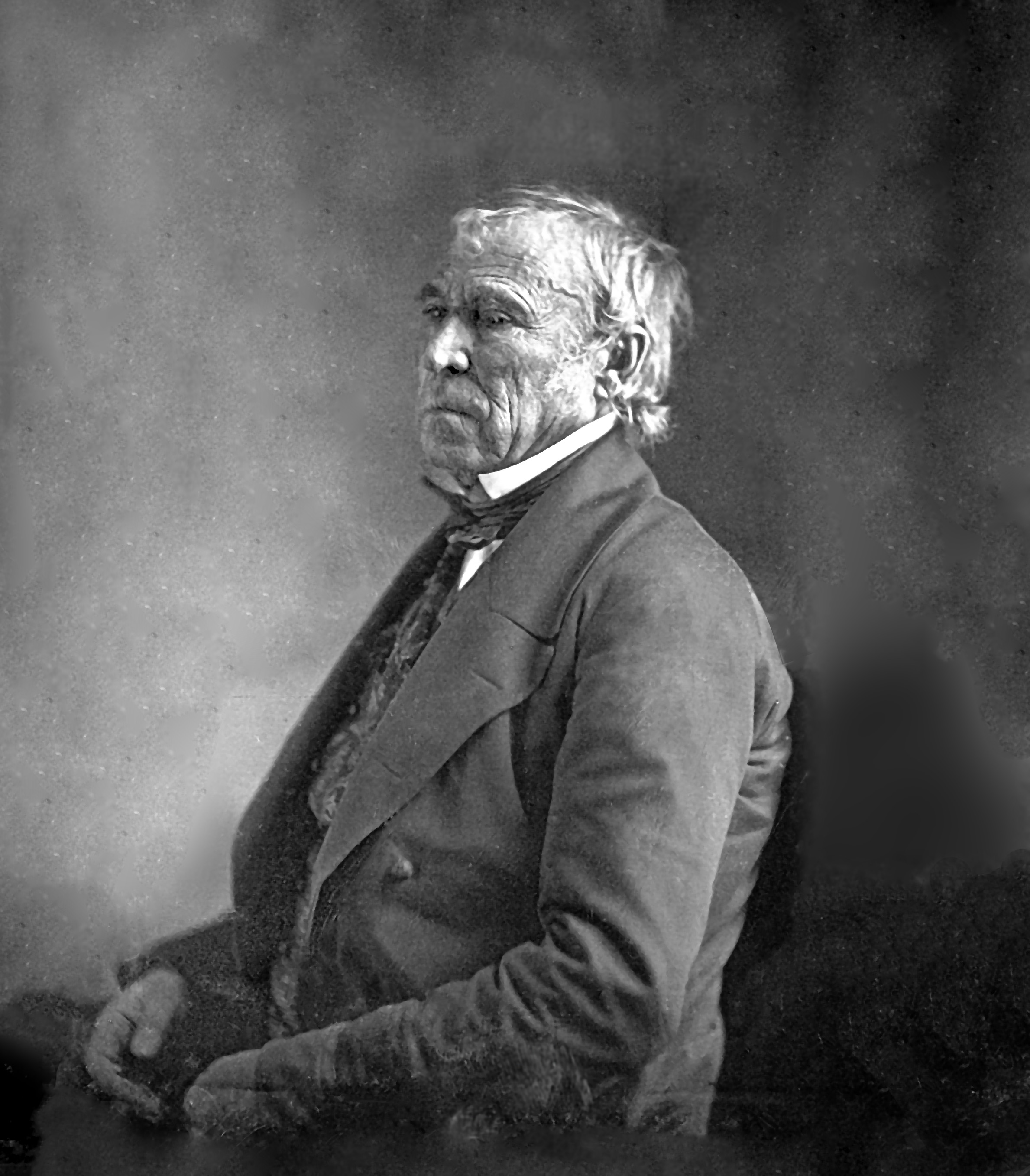
داگرئوتایپ تیلور اثر متیو بریدی، 1849

زمانی که کنگره در مورد برده داری بحث می کرد، کلی نقش اصلی را ایفا کرد.در حالی که مواضع او تا حدودی با تیلور همپوشانی داشت، رئیس جمهور همیشه فاصله خود را با کلی حفظ می کرد.مورخان در مورد انگیزه او از انجام این کار اختلاف نظر دارند.این باعث شد که تیلور از نظر سیاسی منزوی شود زیرا جنوبی‌ها ترجیح او را برای تعیین سرزمین‌های مکزیک به عنوان ایالت‌های آزاد قبول نداشتند، در حالی که شمالی‌ها مخالفت او با دستور کار قانون‌گذاری کلی را تایید نکردند.در نتیجه، کنگره به طور فزاینده ای تیلور را در حین تهیه پیش نویس مصالحه نادیده گرفت.با کمک دنیل وبستر، کلی پیشنهاد مهم خود را، مصالحه ۱۸۵۰، ارائه کرد. این پیشنهاد به کالیفرنیا اجازه داد تا ایالتی شود و به آن استقلال در مورد مسئله برده داری بدهد، در حالی که سایر مناطق تحت صلاحیت فدرال باقی خواهند ماند.این شامل بخش‌های مورد مناقشه نیومکزیکو نیز می‌شود، اگرچه تگزاس برای قلمرو بازپرداخت می‌شود.
برده داری در ناحیه کلمبیا حفظ می شود، اما تجارت برده ممنوع می شود.در همین حال، قانون سختگیرانه‌ای برای برده‌های فراری وضع می‌شد که قوانین شمالی را که جنوبی‌ها را از بازیابی برده‌های فراری محدود می‌کرد، دور می‌زد.
تنش ها با مذاکره کنگره و افزایش مذاکرات جدایی بالا گرفت، که با تهدید تیلور برای اعزام نیرو به نیومکزیکو برای محافظت از مرزهایش در برابر تگزاس به اوج رسید و خود او ارتش را رهبری می کرد.بحران پس از آن تشدید شد که نمایندگان در نیومکزیکو قانون اساسی ایالتی جدیدی را پیشنهاد کردند که برده‌داری را ممنوع می‌کرد و پیتر هانسبورو بل در انتخابات فرمانداری تگزاس در سال 1849 برنده شد و متعهد شد دستور حمله شبه‌نظامیان به نیومکزیکو را صادر کند.سناتورهای جنوبی تیلور را به فرستادن مخفیانه ارتش ایالات متحده به نیومکزیکو متهم کردند.تیلور این اتهامات را رد کرد اما تاکید کرد که مایل است. او همچنین گفت که "هرکسی را که "علیه اتحادیه عصیان کند، با اکراهی کمتر از آویزان کردن فراریان و جاسوسان در مکزیک به دار آویخته می شود."
قانون همه‌پرسی گام بزرگی در این زمینه بود، اما در نهایت به دلیل رادیکال‌های هر دو طرف و مخالفت تیلور نتوانست تصویب شود.در این مرحله، تیلور شروع به دریافت نارضایتی حتی از متحدان سیاسی خود کرد.وزیر جنگ کرافورد به تیلور هشدار داد که استقرار نظامی در نیومکزیکو را تایید نخواهد کرد، اگرچه تیلور گفت که این دستور را خودش خواهد داد.مشاوران نزدیک تیلور، رابرت تومبز و الکساندر استیونز، هر دو ویگ جنوبی که بعداً به عنوان مقامات در دولت کنفدراسیون خدمت کردند، به او هشدار دادند که لفاظی های او در مورد نیومکزیکو، جنوبی ها را از حزب بیرون خواهد کرد.
در دوران ریاست جمهوری تیلور هیچ سازش بزرگی روی میز او نرسید.در عوض، آخرین روزهای او تحت الشعاع ماجرای گالفین قرار گرفت.کرافورد قبل از پیوستن به کابینه تیلور به عنوان وکیل مشغول به کار بود.او در یک پرونده 15 ساله به نمایندگی از نوادگان یک تاجر استعماری که خدماتش به ولیعهد بریتانیا در زمان انقلاب آمریکا بازپرداخت نشده بود، درگیر بود.بدهی بریتانیا به جورج گالفین باید توسط دولت فدرال تقبل می‌شد، اما وارثان گالفین تنها پس از سال‌ها دعوای حقوقی، اصل بدهی را دریافت کردند و نتوانستند سودی را از دولت پولک دریافت کنند.
مردیت وزیر خزانه داری، با حمایت دادستان کل جانسون، سرانجام در آوریل 1850 این پرداخت را امضا کرد. با شرمندگی تیلور، این پرداخت شامل غرامت قانونی نزدیک به 100,000 دلار به کرافورد بود.دو عضو کابینه عملاً بخش عظیمی از خزانه عمومی را به دیگری تقدیم کرده بودند.تحقیقات مجلس نمایندگان کرافورد را از هرگونه تخلف قانونی تبرئه کرد، اما با این وجود مخالفت خود را با پذیرش پرداخت اعلام کرد.تیلور، که قبلاً در حال طراحی سازماندهی مجدد کابینه خود بود، اکنون رسوایی آشکاری برای پیچیده تر کردن وضعیت داشت.مجلس نمایندگان به محکوم کردن تیلور رأی داد و روزنامه‌های هر دو حزب شروع به استیضاح او کردند.

## مرگ

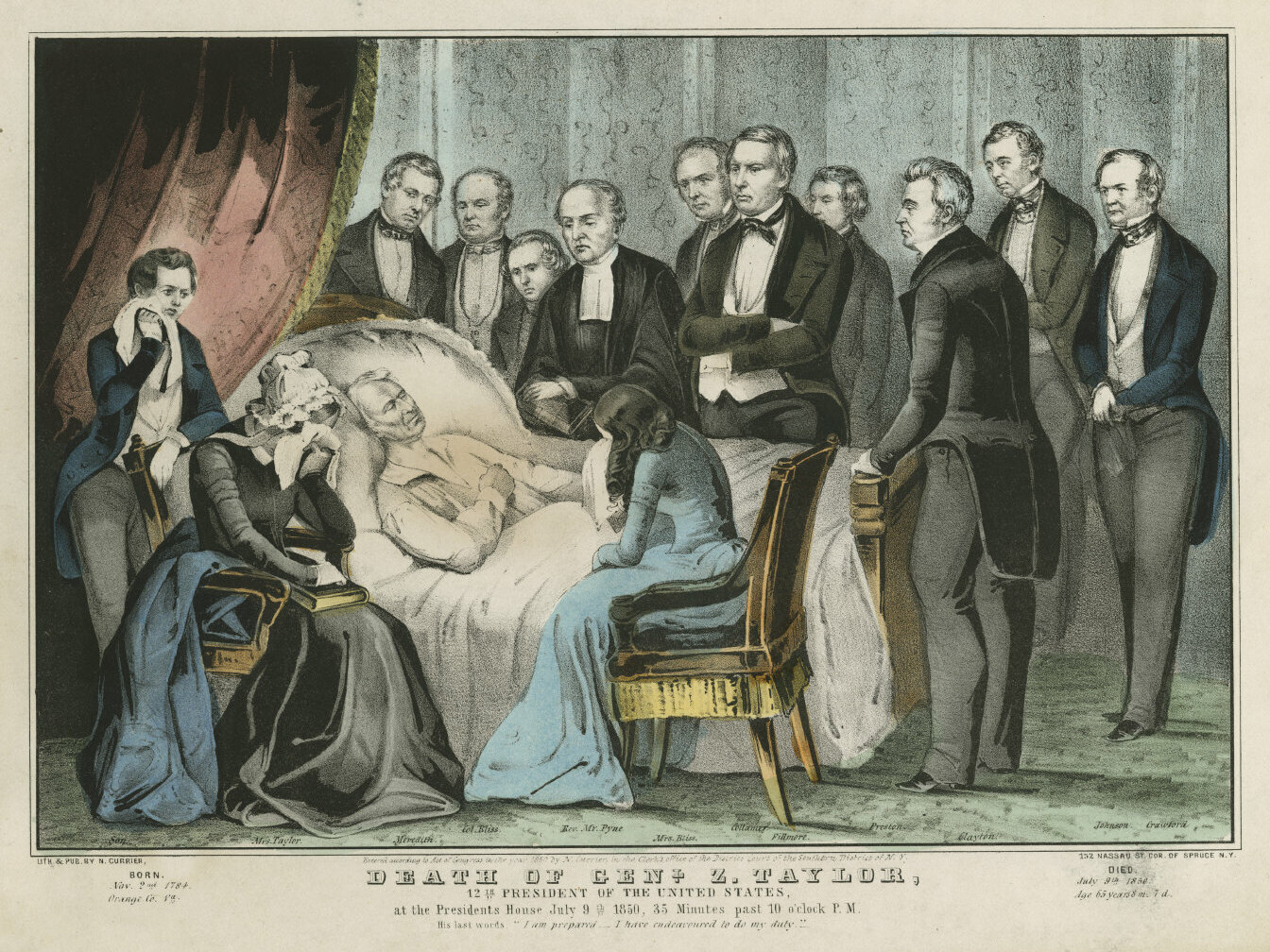
چاپ 1850 که مرگ زکری تیلور را به تصویر می کشد

در 4 ژوئیه 1850، گزارش شده است که تیلور در هنگام شرکت در جشن های تعطیلات در طول یک رویداد جمع آوری کمک مالی در بنای یادبود واشنگتن، که در آن زمان در حال ساخت بود، مقادیر زیادی گیلاس و شیر یخ مصرف کرد.در طی چند روز، او با یک بیماری گوارشی ناشناخته که در ابتدا شبیه گاستروانتریت حاد بود، به شدت بیمار شد.این بیماری در ابتدا خفیف به نظر می رسید و در روز اول تیلور به اندازه کافی خوب بود که به کار خود ادامه داد.پس از آن وضعیت او بدتر شد. پزشک ارتش او الکساندر اس. وترسپون "این بیماری را به عنوان وبا مربوس تشخیص داد، یک اصطلاح انعطاف پذیر در اواسط قرن نوزدهم برای بیماری های روده ای به گونه ای متنوع مانند اسهال و اسهال خونی، اما به وبا آسیایی مرتبط نیست"هویت و منبع بیماری تیلور موضوع گمانه‌زنی‌های تاریخی است، اگرچه مشخص است که چند تن از اعضای کابینه وی با بیماری مشابهی به دنیا آمده بودند.
تب شروع شد و شانس تیلور برای بهبودی اندک بود. در 8 ژوئیه، تیلور به یکی از پزشکان متذکر شد:
<<من نباید تعجب کنم اگر این موضوع با مرگ من خاتمه یابد.من انتظار نداشتم با چیزی که از زمان ارتقاء من به ریاست جمهوری من را درگیر کرده است روبرو شوم.خدا می داند که من تلاش کرده ام تا آنچه را که به عنوان یک وظیفه صادقانه تصور می کردم، انجام دهم.اما من اشتباه کرده ام.انگیزه های من اشتباه تعبیر شده است، و احساسات من به شدت خشمگین شده است.>>
تیلور در ساعت 10:35 شب درگذشت.در 9 ژوئیه 1850. او 65 ساله بود.پس از مرگ وی، معاون رئیس جمهور فیلمور ریاست جمهوری را بر عهده گرفت و دوره تیلور را به پایان رساند که در 4 مارس 1853 به پایان رسید. فیلمور بلافاصله پس از تصدی مسئولیت، مصالحه 1850 را با هدف حل و فصل بسیاری از مسائلی که دولت تیلور با آن مواجه بود امضا کرد.
کمیته ویژه مشترکی توسط شورای مشترک شهر نیویورک منصوب شد تا مقدمات تشییع جنازه تیلور را که در 23 ژوئیه 1850 در شهر نیویورک برگزار شد، انجام دهد. دسته ای از پارک حرکت کردند و از برادوی به سمت چاتم حرکت کردند.این راهپیمایی شامل شلیک سه رگبار توسط هنگ هفتم گارد ملی بود.تعداد 30 ایالت در آن زمان در اتحادیه وجود داشت.تیلور در یک محفظه دفن فلزی فیسک محفوظ با صفحه شیشه ای برای مشاهده صورت متوفی دفن شد.او از 13 ژوئیه تا 25 اکتبر 1850 در طاق عمومی قبرستان کنگره در واشینگتن دی سی دفن شد. جسد او به قطعه خانواده تیلور، جایی که والدینش در مزرعه قدیمی مزرعه تیلور دفن شده بودند، منتقل شد.

### تئوری های ترور

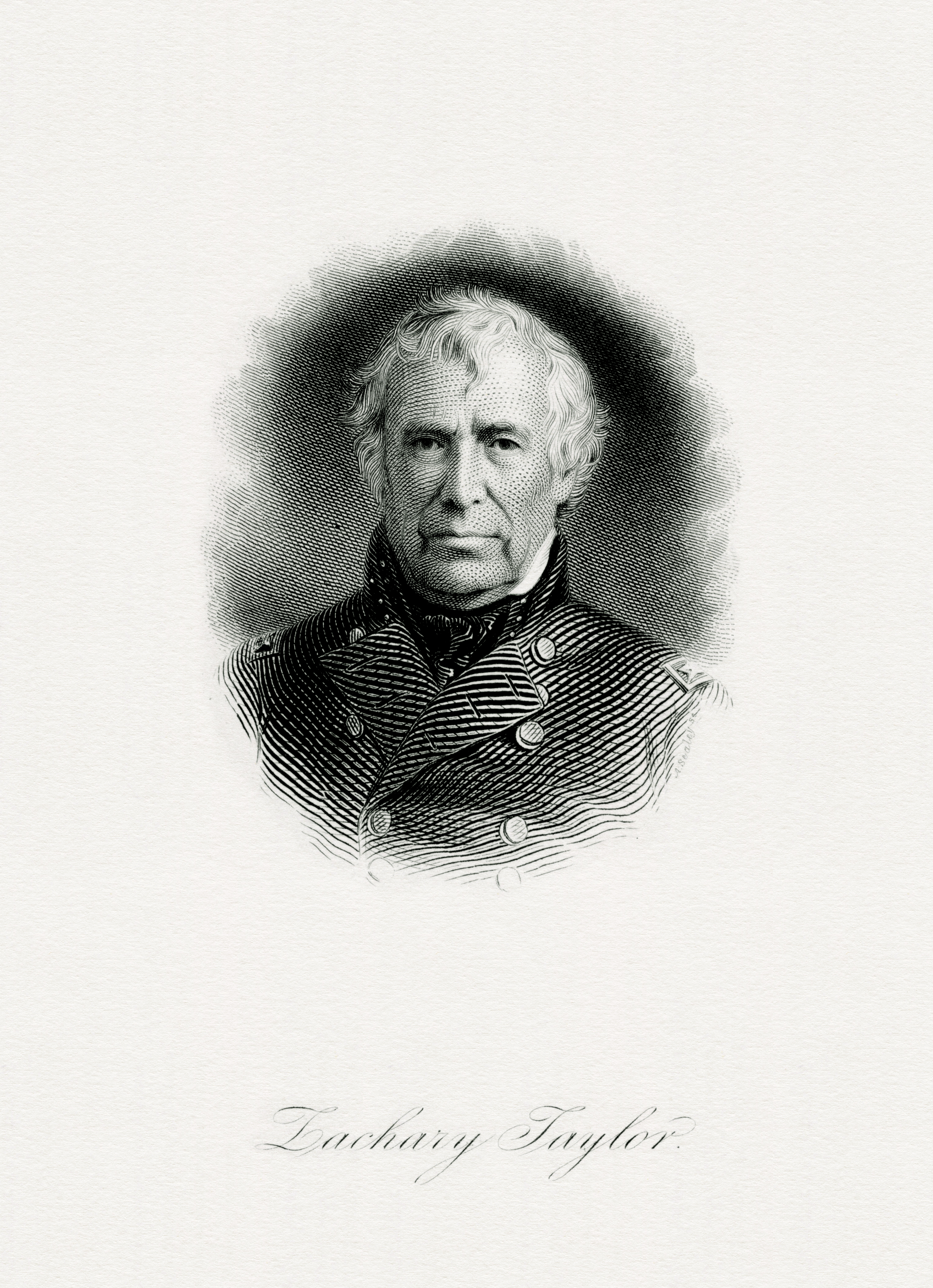
اداره حکاکی و چاپ پرتره حکاکی شده

تقریباً بلافاصله پس از مرگ او، شایعاتی مبنی بر مسموم شدن تیلور توسط جنوبی‌ها یا کاتولیک‌های طرفدار برده‌داری آغاز شد و نظریه‌های مشابه تا قرن بیست و یکم ادامه یافت.چند هفته پس از مرگ تیلور، رئیس‌جمهور فیلمور نامه‌ای دریافت کرد که در آن ادعا می‌شد تیلور توسط یک مقام مذهبی یسوعی مسموم شده است.در سال 1978، همیلتون اسمیت نظریه ترور خود را بر اساس زمان مصرف مواد مخدر، عدم شیوع تایید شده وبا، و سایر مطالب استوار کرد.تئوری هایی مبنی بر اینکه تیلور به قتل رسیده است پس از ترور آبراهام لینکلن در سال 1865 افزایش یافت. در سال 1881، جان بینگهام، که به عنوان وکیل دادگستری در دادگاه ترور لینکلن شناخته شده بود، سرمقاله ای در نیویورک تایمز نوشت و ادعا کرد که جفرسون دیویس به عنوان وکیل عمومی در دادگاه ترور لینکلن شناخته شده است.تیلور را مسموم کرد.
در اواخر دهه 1980، کلارا رایزینگ، استاد سابق دانشگاه فلوریدا، نزدیکترین خویشاوند تیلور را متقاعد کرد که با نبش قبر موافقت کند تا بقایای او مورد آزمایش قرار گیرد.بقایای بدن در 17 ژوئن 1991 نبش قبر و به دفتر بازرس ارشد پزشکی کنتاکی منتقل شد. نمونه هایی از مو، ناخن و سایر بافت ها برداشته شد و مطالعات رادیولوژیکی انجام شد.بقایای جسد به قبرستان بازگردانده شد و مجدداً با افتخارات مناسب در مقبره دفن شد.
تجزیه و تحلیل فعال‌سازی نوترون که در آزمایشگاه ملی اوک ریج انجام شد، هیچ شواهدی دال بر مسمومیت نشان نداد، زیرا سطوح آرسنیک بسیار پایین بود.این تجزیه و تحلیل به این نتیجه رسید که تیلور به «موربوس وبا یا گاستروانتریت حاد» مبتلا شده بود، زیرا واشینگتن فاضلاب‌های باز داشت و ممکن است غذا یا نوشیدنی‌اش آلوده شده باشد.پزشکان او با 40 دانه در هر دوز (تقریباً 2.6 گرم) او را با "ایپکاک، کلمیل، تریاک و کینین" تحت درمان قرار دادند و "او را نیز خونریزی کردند و تاول زدند."
مایکل پارنتی، دانشمند علوم سیاسی، توضیح سنتی مرگ تیلور را زیر سوال می برد.با تکیه بر مصاحبه‌ها و گزارش‌های آسیب‌شناسان پزشکی قانونی، او استدلال می‌کند که روش مورد استفاده برای آزمایش مسمومیت با آرسنیک ناقص بود.یک بررسی در سال 2010 نتیجه می گیرد: "هیچ مدرک قطعی دال بر ترور تیلور وجود ندارد، و همچنین به نظر نمی رسد که شواهد قطعی وجود داشته باشد که او ترور نشده است."

## توضیحات
1. ↑  این دوران همزمان است با ۱۲۲۷ تا ۱۲۲۹ خورشیدی و نخستین سال‌های سلطنت ناصر الدین شاه قاجار در ایران